# 李下玉
李 下玉（り かぎょく、? - 691年）は、唐の高宗の長女。母は蕭淑妃。中宗の異母姉にあたる。
初め、義陽公主に封ぜられたか、母の蕭淑妃が武則天と争って死ぬと、同母妹である高安公主とともに冷宮に幽閉され、結婚も許されなかった。後に皇太子の李弘に発見されると、671年に権毅に降嫁した。691年、夫が武則天に対してクーデターを起こしたが失敗し、殺害される。やがて公主も死去した。
中宗が復位すると、金城長公主を追贈され、乾陵に陪葬させた。